# Hitrostno drsanje na Zimskih olimpijskih igrah 2010
Hitrostno drsanje na Zimskih olimpijskih igrah 2010.

## Dobitniki medalj

### Moški
| Tekma               | Zlato                                                     | Srebro                                                               | Bron                                                                      |
| 500 m podrobnosti   | Mo Tae-Bum                                                | Keičira Nagašimo                                                     | Džoija Kato                                                               |
| 1000 m podrobnosti  | Shani Davis                                               | Mo Tae-Bum                                                           | Chad Hedrick                                                              |
| 1500 m podrobnosti  | Mark Tuitert                                              | Shani Davis                                                          | Håvard Bøkko                                                              |
| 5000 m podrobnosti  | Sven Kramer                                               | Lee Seung-Hoon                                                       | Ivan Skobrev                                                              |
| 10000 m podrobnosti | Li Seung-Hoon                                             | Ivan Skobrev                                                         | Bob de Jong                                                               |
| Štafeta podrobnosti | Kanada · Mathieu Giroux · Lucas Makowsky · Denny Morrison | ZDA · Brian Hansen · Chad Hedrick · Jonathan Kuck · Trevor Marsicano | Nizozemska · Jan Blokhuijsen · Sven Kramer · Simon Kuipers · Mark Tuitert |

### Ženske
| Tekma               | Zlato                                                                                               | Srebro                                               | Bron                                                                      |
| 500 m podrobnosti   | Li Sang-Hva                                                                                         | Jenny Wolf                                           | Vang Beišing                                                              |
| 1000 m podrobnosti  | Christine Nesbitt                                                                                   | Annette Gerritsen                                    | Laurine van Riessen                                                       |
| 1500 m podrobnosti  | Ireen Wust                                                                                          | Kristina Groves                                      | Martina Sáblíková                                                         |
| 3000 m podrobnosti  | Martina Sáblíková                                                                                   | Stephanie Beckert                                    | Kristina Groves                                                           |
| 5000 m podrobnosti  | Martina Sáblíková                                                                                   | Stephanie Beckert                                    | Clara Hughes                                                              |
| Štafeta podrobnosti | Nemčija · Daniela Anschütz-Thoms · Stephanie Beckert · Anni Friesinger-Postma · Katrin Mattscherodt | Japonska · Masako Hozumi · Nao Kodaira · Maki Tabata | Poljska · Katarzyna Bachleda-Curuś · Katarzyna Woźniak · Luiza Złotkowska |